# Amt Walsrode
Das Amt Walsrode war ein historisches Verwaltungsgebiet des Fürstentums Lüneburg bzw. des Königreichs Hannover.

## Geschichte
Das Amt Walsrode geht auf das Kloster Walsrode zurück, das 1528 in ein evangelisches Damenstift umgewandelt wurde. Es verwaltete einen Streubesitz von 60 Hofstellen und einen kleinen Amtsbezirk, der nur einige Gebäude in Walsrode (Kloster und Domäne) sowie die Gemeinde Vor-Walsrode und das Dorf Gräsbeck umfasste. Die Stadt Walsrode hingegen stand in loser Verbindung zum Amt Rethem (Aller). 1835 wurde das Amt aufgehoben und in die Amtsvogtei Fallingbostel-Soltau eingegliedert.

## Amtmänner
- 1734–1748 (?): Philipp von Hagen (1689–1748), Oberamtmann
- 1818–1830: Ernst August von Meding, Drost
- 1831–1835: vakant